# Министерство на околната среда и водите на България
Министерството на околната среда и водите (МОСВ) е българска правителствена служба с ранг на министерство, отговаряща за опазването на околната среда в България. Ролята на Министерството на околната среда е да определя национални политики, да разработва стратегии, да подготвя стандарти и да определя приоритетите за опазване на околната среда.
Органи: Дирекция „Национален парк Рила“ (централен офис: Благоевград), Дирекция „Национален парк Пирин“ (централен офис: Банско) и Дирекция „Национален парк Централен Балкан“ (централен офис: Габрово).
Централната администрация на министерството се намира в сграда на булевард „Мария Луиза“ № 22 в София.

## История
Министерство на околната среда и водите (МОСВ) води началото си от Комитета за опазване на природната среда, обособен на 19 юни 1976 г. при разделянето на Министерството на горите и опазването на природната среда (с Указ на „Държавния съвет“ № 873). Комитетът няма ранг на министерство, но през 1981 – 1984 година неговият председател е член на Министерския съвет. С Разпореждане на МС № 126 се определят задачите и се утвърждава числеността и структурата на КОПС при МС. На КОПС са определени следните основни задачи:
- Организира и координира разработването на нормативната система по опазването на природната среда;
- Координира и контролира изпълнението на националната програма за опазване на природната среда;
- Координира и контролира рационалната използване на природните ресурси;
- Извършва специализиран контрол по опазване на природната среда.

С Постановление № 89 от 29 октомври 1976 г. Министерският съвет приема Правилник за функциите и задачите на КОПС. На 16 февруари 1990 г. комитета е преобразуван в Министерство на околната среда (МОСВ) – с Решение на Народното събрание № 173, през май 1997 г. получава сегашното си име (преобразувано на основание чл. 84, т. 7 от Конституцията на Република България от 12 юли 1991 г.).

## Структура
- Към 13 септември 2015 г. министерството има следната структура:
- Инспекторат
- Служител по сигурността на информацията
- Финансови контрольори
- Звено за вътрешен одит
- Специализирана администрация
  - Дирекция „Води“
  - Дирекция „Земни недра и подземни богатства“
  - Дирекция „Координация на регионалните инспекции по околната среда и водите“
  - Дирекция „Национална служба за защита на природата“
  - Дирекция „Опазване чистотата на въздуха“
  - Дирекция „Превантивна дейност“
  - Дирекция „Стратегия, европейска интеграция и международно сътрудничество“
  - Дирекция „Управление на отпадъците“
  - Дирекция „Фондове на Европейския съюз за околна среда“
  - Дирекция „Кохезионна политика за околна среда“
- Обща администрация
  - Дирекция „Правно-нормативно и административно обслужване“
  - Дирекция „Управление на финансите, собствеността, човешките ресурси и връзки с обществеността“